# Castello di Kozí Hrádek

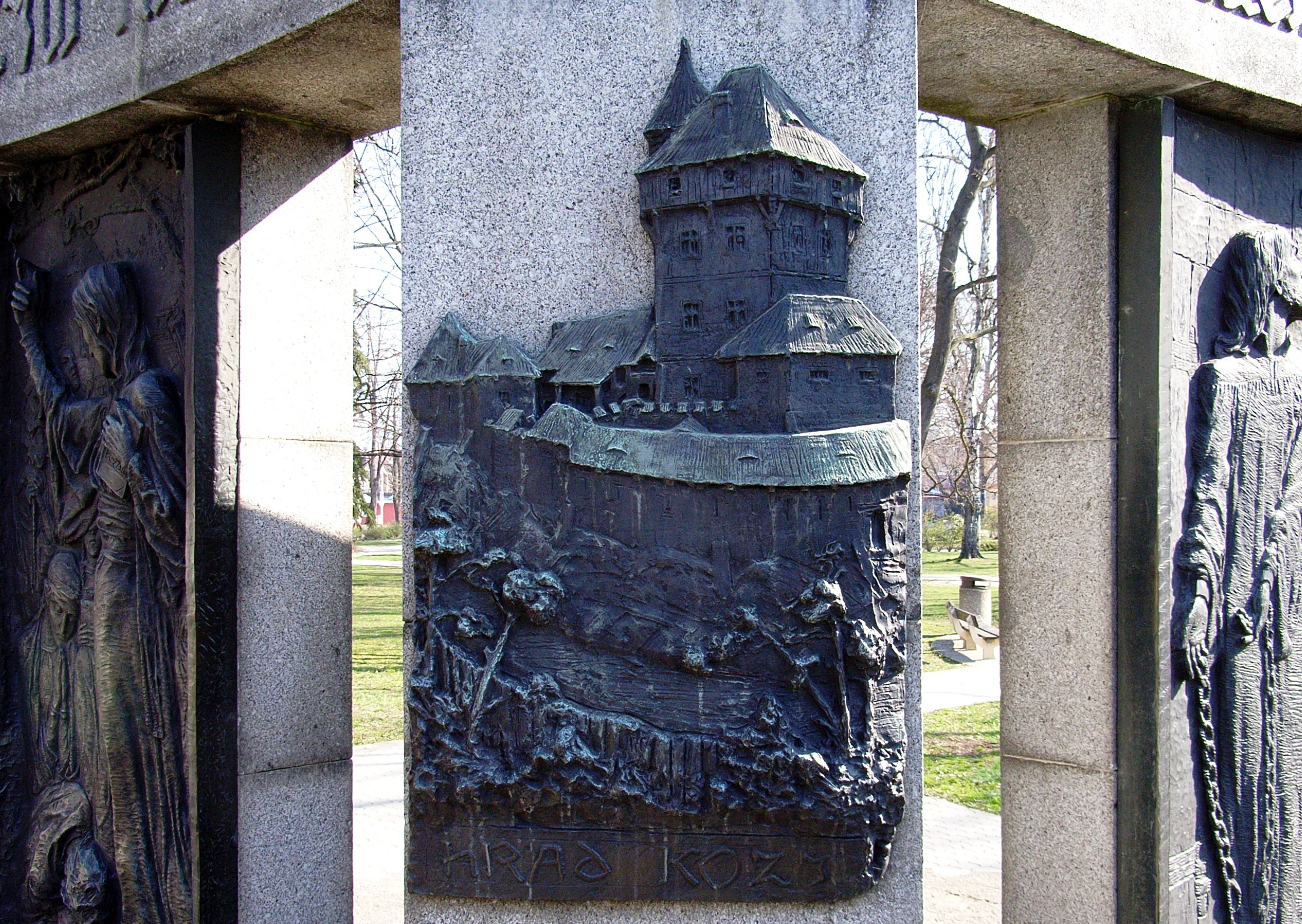
Riproduzione del castello in un bassorilievo del monumento a Jan Hus, collocato a Tabor

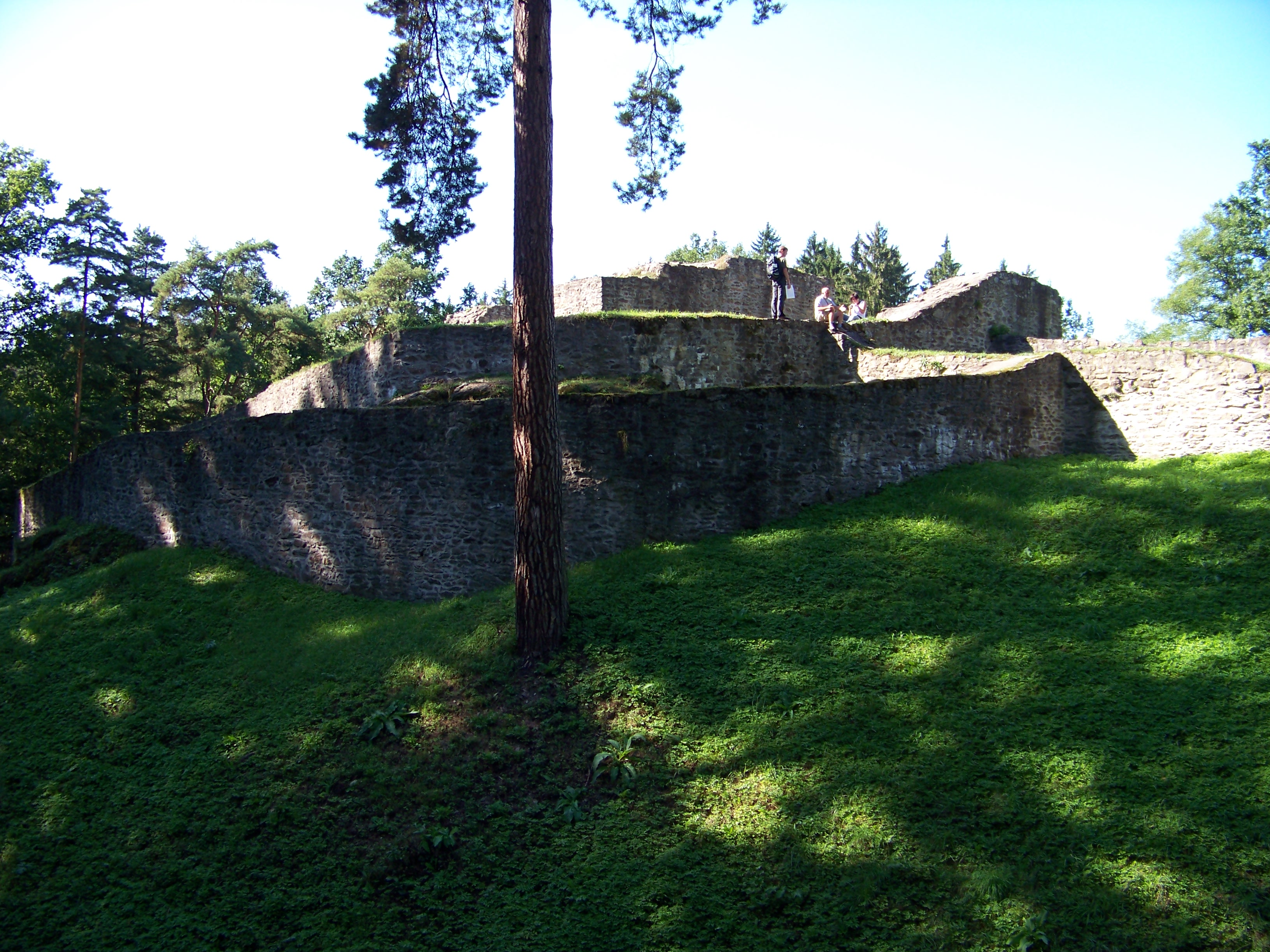
Le rovine del castello

Il Castello di Kozí Hrádek era un castello gotico costruito nelle vicenze di Sezimovo Ústí, comune ceco nella Boemia Meridionale, eretto durante il XIV secolo, menzionato per la prima volta in un documento del 1377. Di esso sono rimaste solo le rovine, classificate come monumento nazionale.
Durante le rivolte dei Taboriti, nel castello trovo' rifugio Jan Hus, teologo boemo le cui teorie furono alla base del movimento religioso degli Hussiti.